# Gewoon hoogleraar
Een gewoon hoogleraar (Latijn: Ordinarius) is een hoogleraar die deze functie als hoofdberoep heeft en waarbij zijn of haar leerstoel (ordinariaat) betaald wordt vanuit het reguliere programma van een universiteit. Gewoonlijk gaat het om een voltijds- of substantiële deeltijdaanstelling met een relatief grote hoeveelheid bestuurswerkzaamheden. Een gewoon hoogleraar geeft leiding aan een vakgroep of afdeling voor zowel het onderwijs als het onderzoek op het eigen (deel)vakgebied. Ordinarius komt van het Latijn en betekent iemand die de orde bewaart.
Nederlandse universiteiten kennen hoogleraren 2 en 1 (voorheen Hoogleraar A respectievelijk Hoogleraar B). Het gaat hierbij om een aanduiding van de salarisschaal van de betreffende hoogleraar, waarbij hoogleraar 1 een hogere schaal met corresponderende ervaring en verantwoordelijkheden betreft.
Een gewoon hoogleraar wordt benoemd voor het leven. Om onderzoekers tijdelijk te binden wordt gekozen voor een bijzonder hoogleraarschap dat gefinancierd wordt vanuit stichtingen en fondsen vanuit de eigen universiteit.
In Vlaanderen is het gewoon hoogleraarschap de hoogste van vier dienstgraden van zelfstandig academisch personeel (ZAP): docent, hoofddocent, hoogleraar en gewoon hoogleraar.